# Maison du Peuple de Belfort
La maison du peuple de Belfort est construite en 1933. Elle est un lieu important de la vie politique et culturelle belfortaine, et regroupe en son sein divers locaux syndicaux, une salle de spectacle et une bibliothèque.

## Histoire
En 1910, la municipalité radicale-socialiste de Belfort pense à créer un lieu pour les ouvriers des industries locales, sur le modèle des maisons du peuple de La Chaux-de-Fonds ou de Saint-Claude. La construction de la maison du peuple débute quelques années plus tard en 1927 et est achevée en 1933. Le projet est confié à l'architecte belfortain Paul Giroud pour réaménager l'ensemble de l'actuelle place de la République, avec la réalisation de deux ensembles bon marché qui jouxtent au nord, le boulevard de-Lattre-de-Tassigny, et au sud, le boulevard du Maréchal-Joffre. La maison du peuple, construite dans un style Art déco, est ainsi pensée dès son origine pour occuper une place centrale dans la vie des belfortains. Elle regroupe en son sein, une bibliothèque, une bourse du travail, un office de placement, des salles de réunions et de spectacles ainsi que des locaux syndicaux.
L'histoire du bâtiment est marquée par les luttes sociales qui ont scandé la vie ouvrière au cours du XXe siècle. Le lieu choisi pour son implantation, un ancien terrain militaire, permet de faire la liaison entre la partie nord de la ville et ses quartiers ouvriers, et le sud, plus commerçant. C'est à la maison du peuple qu'ont été discutées et débattues la plupart des grèves ouvrières belfortaines : le lock-out d'Alsthom en 1955, ou encore celles de mai 68.

## Usages actuels
La maison du peuple est aujourd'hui encore un lieu important de la vie politique locale. En plus d'abriter des locaux syndicaux, elle demeure le point d'arrivée des manifestations. De nombreux spectacles y sont également donnés chaque année.